# Glenea vigintiduomaculata
Glenea vigintiduomaculata es una especie de escarabajo del género Glenea, familia Cerambycidae. Fue descrita científicamente por Thomson en 1858.
Habita en Costa de Marfil, Gabón, Guinea, Guinea Ecuatorial, Uganda, República Centroafricana, República Democrática del Congo y República del Congo. Esta especie mide 10-14 mm.